# Georg Sturm (Maler)

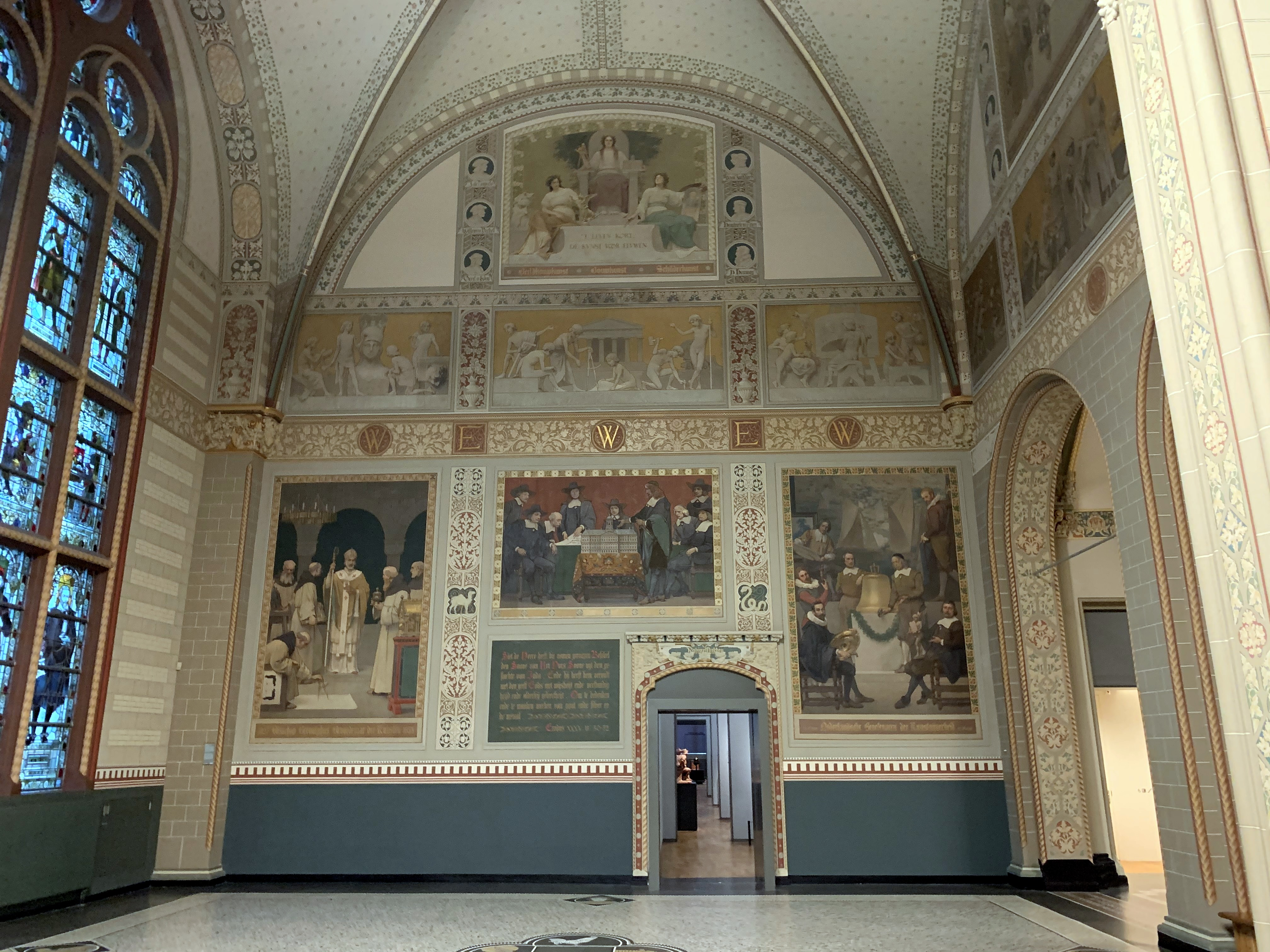
Ostwand der Vorhalle des Rijksmuseums Amsterdam, von oben und links nach rechts: Allegorie Bildhauerkunst, Baukunst, Malerei, Szenen mit Kindern, Bischof Bernulphus fördert die Künste, Jacob van Campen mit einem Modell des Paleis op de Dam, Niederländische Vertreter der angewandten Künste

Georg Sturm (* 12. August 1855 in Wien; † 16. März 1923 in Wageningen) war ein österreichischer Dekorationsmaler, der in Amsterdam wirkte.

## Leben
Sturm war Sohn und Schüler des Wiener Blumen- und Dekorationsmalers Friedrich Sturm, der seit 1868 als Professor der dem Museums für Kunst und Industrie angegliederten Kunstgewerbeschule, heute der Universität für angewandte Kunst, unterrichtete. Auch Ferdinand Laufberger gehörte dort zu seinen Lehrern. 1882 verlegte er seinen Lebensmittelpunkt in die Niederlande und war als Lehrer an der 1924 aufgelösten Rijksschool voor Kunstnijverheid Amsterdam tätig. Er schuf die Innendekorationen der Vorhalle und der Ehrengalerie des Rijksmuseums Amsterdam und im Bahnhof Amsterdam Centraal. Für den Außenfassaden des Rijksmuseums entwarf er allegorische Szenen der niederländischen Kulturgeschichte überwiegend auf Fayence-Fliesen von Villeroy & Boch. Für den Statenzaal des Provinciehuis in Assen fertigte er fünf Wandbilder, darunter eine Szene, auf der die frühesten Bewohner von Drente ein Megalithgrab bei Assen anlegen. Er schuf aber auch Bildnisse.
1907 wurde er mit dem Orden von Oranien-Nassau geehrt.

## Publikationen (Auswahl)
- Figurale Vignetten für Zwecke der kunstgewerblichen Industrie. Selbstverlag des Handelsministeriums, Wien 1877, OCLC 1008425684.
- Tierleben im Ornament. Jul. Hoffmann, Stuttgart 1895 (digi.ub.uni-heidelberg.de).